# The Safety of Objects
The Safety of Objects ist ein US-amerikanischer Film aus dem Jahr 2001 mit Glenn Close und Dermot Mulroney in den Hauptrollen. Er erzählt die Geschichte von vier Familien, die nach außen hin nichts miteinander zu tun haben. Im Laufe des Films zeigt sich jedoch die Verbindung. Der Film basiert auf mehreren Kurzgeschichten der Schriftstellerin A. M. Homes.

## Handlung
Die Handlung spielt nach einem folgenschweren Autounfall. Randy, sein kleiner Bruder Johnny und Paul Gold fuhren von einem Konzert nach Hause. Randy bittet Johnny um ein Dosenbier, das beim Öffnen zu spritzen anfängt. Dadurch gerät der Wagen auf die Gegenfahrbahn und stößt fast mit einem anderen Auto zusammen, in dem sich Pauls Schwester Julie mit ihrem Freund befindet. Das Fahrzeug mit Randy, Johnny und Paul überschlägt sich, wobei Johnny getötet und Paul so schwer verletzt wird, dass er in ein Koma fällt.
Annette Jennings hatte eine Liebesaffäre mit Paul und leidet nun stark unter Pauls Koma. Randy entführt Annettes Tochter Samantha. Da er sie für einen Jungen hält, hofft er, seinen toten Bruder Johnny durch sie ersetzen zu können. Nachdem er sie eine Nacht festgehalten hat, lässt er sie laufen, weil er einsieht, dass sie ein Mädchen ist.
Esther Gold, die das vergangene Jahr fast nur damit verbracht hat, sich um ihren Sohn Paul, der im Koma liegt, zu kümmern, wendet sich etwas mehr ihrer von ihr vernachlässigten Tochter Julie zu. Sie möchte für sie ein Auto gewinnen bei einem Wettbewerb, in dem der Teilnehmer das Auto bekommt, der es am längsten ununterbrochen berührt. In dem Delirium, in das sie aufgrund des akuten Schlafmangels verfällt, erkennt sie, dass das Leben einfach nur aus Zufällen besteht unabhängig davon, ob man Dinge richtig macht oder nicht, ganz egal, wie sehr man es versucht. Letztendlich entscheidet sie sich, der ganzen Familie zu helfen, mit ihren Leben weiterzumachen, indem sie sich von Paul verabschiedet und ihn erstickt.

## Kritiken
Die Meinungen über diesen Film sind sehr gespalten, da er eigentlich Soap-Charakter hat. Er gehört zu der Kategorie der Filme, die einen Lebensausschnitt zeigen, der unter die Haut geht. In allen Familien ist die Situation nicht einfach, zum Beispiel ist Annette Jennings gerade geschieden und bei Jim Train geht gerade die Karriere den Bach hinunter. Nicht jedermann kann mit diesen teilweise sentimentalen Szenen etwas anfangen, daher wird der Film mitunter auch als langweilig und nichtssagend klassifiziert.
Interessant ist jedoch, wie die Zusammenhänge langsam im Verlauf des Films aufgebaut werden. Anfangs versteht der Zuschauer nicht, wie die unterschiedlichen Handlungsstränge verknüpft sind, doch mit der Zeit wird geschickt durch Rückblenden die Architektur des Films aufgedeckt.
Der Titel The Safety of Objects (eng. Die Sicherheit von Dingen) sagt genau aus, worum es in dem Film geht: Das eigentlich geordnete („sichere“) Leben von vier Familien wird durch ein Ereignis vollkommen aus der Bahn geworfen. Wie ein Dominostein wirkt sich der Autounfall auf die Protagonisten aus.